# Яблонец (Струго-Красненский район)
Я́блонец — деревня в Струго-Красненском районе Псковской области России. Входит в состав Марьинской волости.

## География
Находится на северо-востоке региона, в северо-западной части района, в лесной местности около р.
Щировка. Произрастает ольха, берёза.
Уличная сеть не развита.

## История
Источник 1581-82 гг. сообщает о пустоши, что была деревня Яблонцы Щирского погоста Шелонской пятины.
В 1748 г. значится деревня Яблонец Щирского погоста Шелонской пятины.
В 1933 г. деревня Яблонец — центр Яблонецкого сельсовета.
В 1941—1944 гг. деревня находилась под фашистской оккупацией войсками Гитлеровской Германии.
С 1995 года входит в состав Марьинской волости.
В 2009 г. к деревне Яблонец территориально отнесена бывшая деревня Рагозино.

## Население
| 2001 | 2002 | 2010 | 2011 |
| ---- | ---- | ---- | ---- |
| 21   | ↗26  | ↘21  | ↘16  |

## Инфраструктура
экономика
В 1929-41, 1944-50 годах действовал колхоз «Красный маяк». С 1950 года действовала бригада Яблонец, относящаяся до 1958 г. к колхозу «Красный маяк», после 1958-го — к совхозу «Авангард».
Работали в разные годы ферма по выращиванию молодняка КРС, молочнотоварная ферма, животноводческая ферма (телятник).
образование
Яблонецкое земское училище (1900, 1911), Яблонецкая школа I ступени (1927), Яблонецкая начальная школа (1945, 1956).
культура
Волостная библиотека (открыта в 1899).

## Транспорт
Деревня доступна по автодороге регионального значения  58К-578 «Струги Красные — Зовка». Остановка общественного транспорта «Яблонец».